# Monestir Sfânta Ana d'Orșova
El monestir Sfânta Ana és un monestir ortodox romanès situat a Orșova, al comtat de Mehedinți (Romania).

## Dades generals
El monestir de Sfânta Ana es troba a la ciutat d'Orșova, al congost del Danubi, un dels paratges naturals més bonics del país. Es troba a la carena del turó de Santa, que domina la ciutat d'Orșova. Va ser fundada pel periodista d'entreguerres Pamfil Șeicaru, que va lluitar a la zona d'Orșova com a lloctinent del 17è Regiment d'Infanteria de la Primera Guerra Mundial.

## Història
El 1935 es va construir una carretera d'accés empedrada i d'un quilòmetre i mig de longitud que pujava des del centre d'Orșova fins a Dealul Moşului. El camí es deia camí dels herois i estava custodiat per set crucifixos esculpits en roure massís, aquestes creus estaven dedicades a regiments que van lluitar a la zona durant la Primera Guerra Mundial.
El monestir de Sfânta Ana es va construir entre 1936 i 1939, període en què Șeicaru era el director del diari Curentul i membre del parlament romanès. El monestir, que havia de ser dedicat a Santa Anna (amb el nom de la mare de Sheikaru), no va ser consagrat immediatament després de finalitzar les obres.
Després de 1945, amb l'arribada dels comunistes, l'edifici es va transformar en un restaurant.
El 1990 el monestir de Sfânta Ana fou assumit per l'Església Metropolitana d'Oltenia i el 2 de desembre de 1990 fou consagrat pel bisbe Damaschin Coravu, vicari de l'Església Metropolitana d'Oltenia.

## Galeria d'imatges

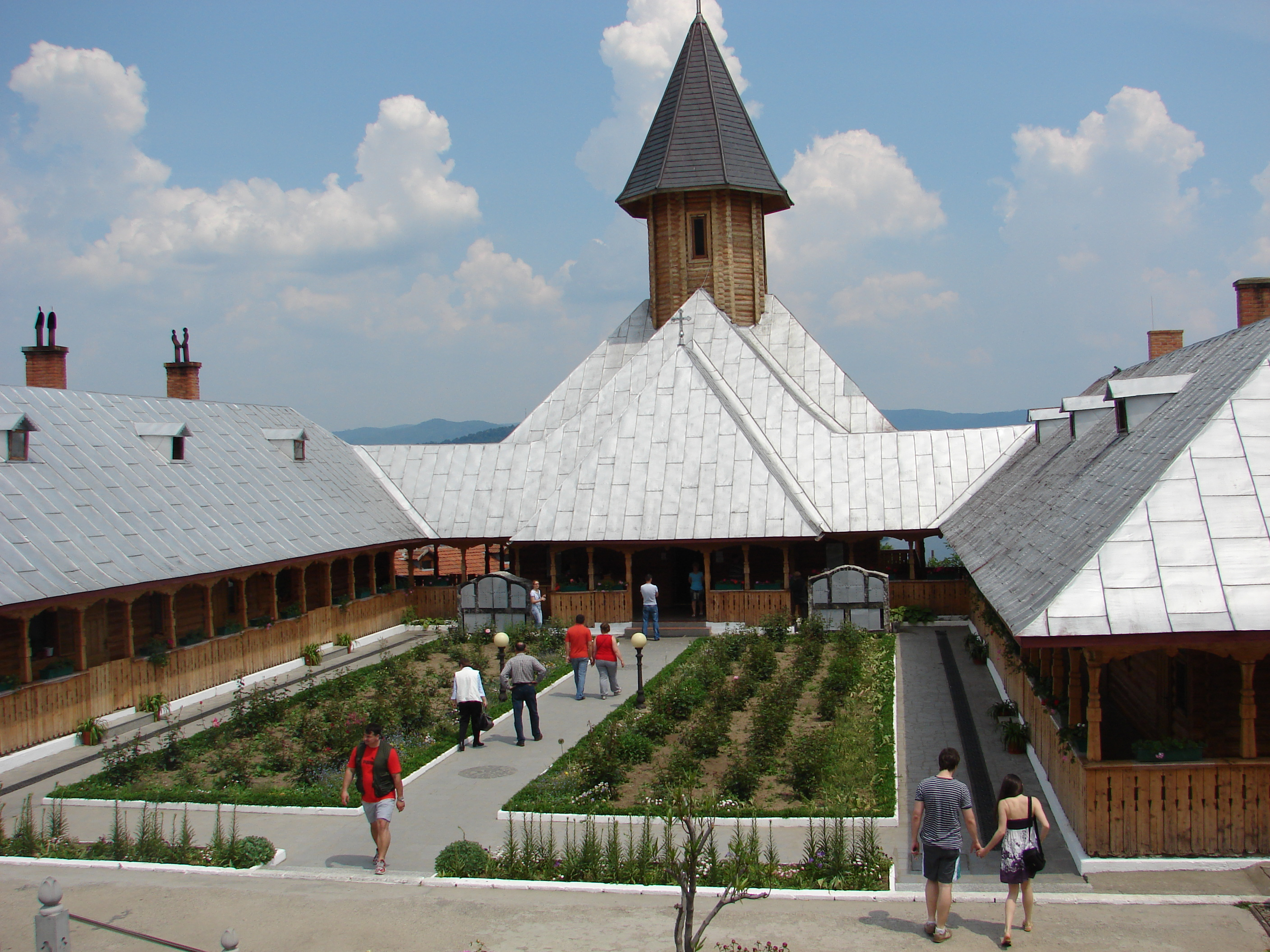
Pati interior
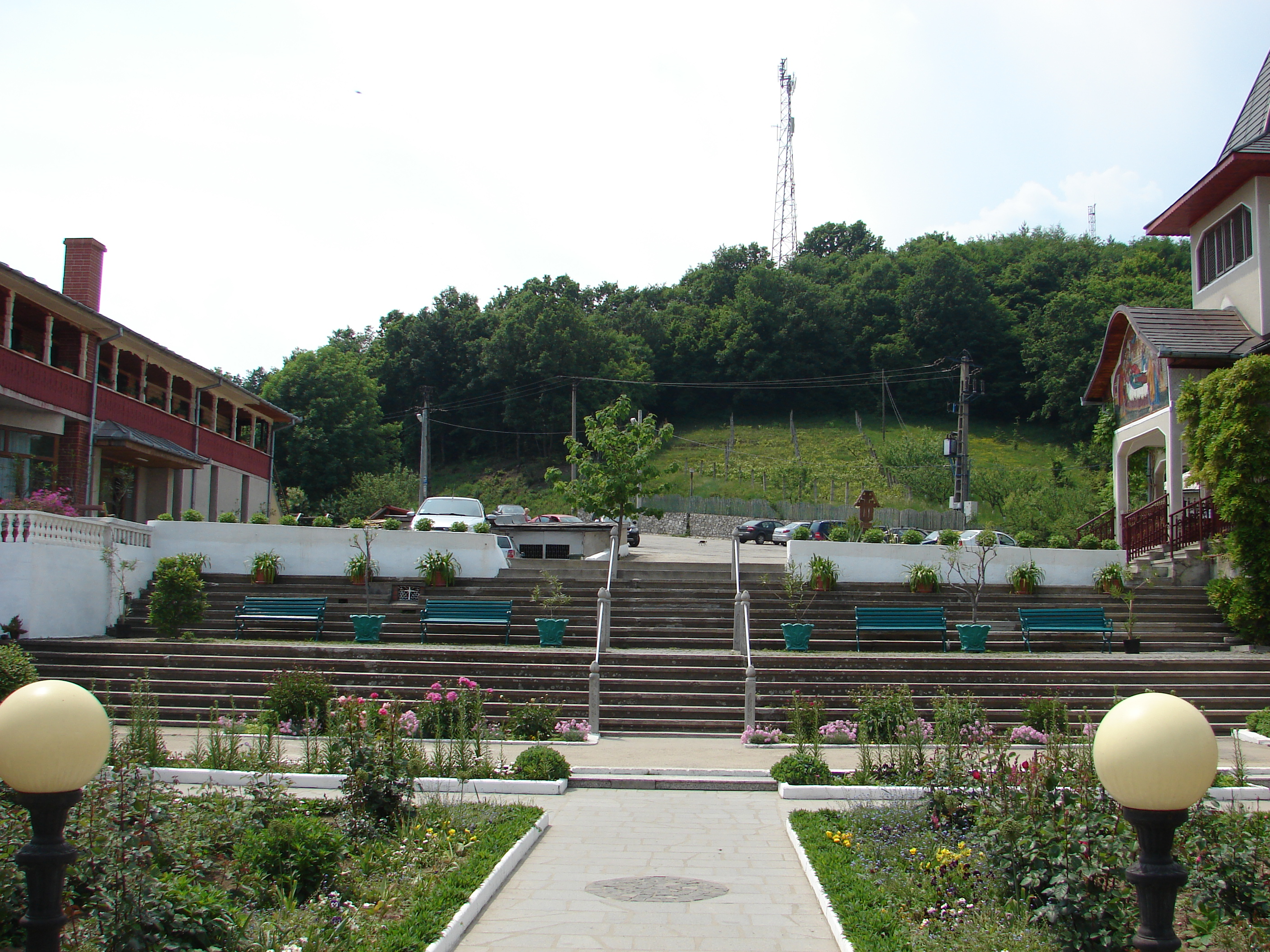
entrada
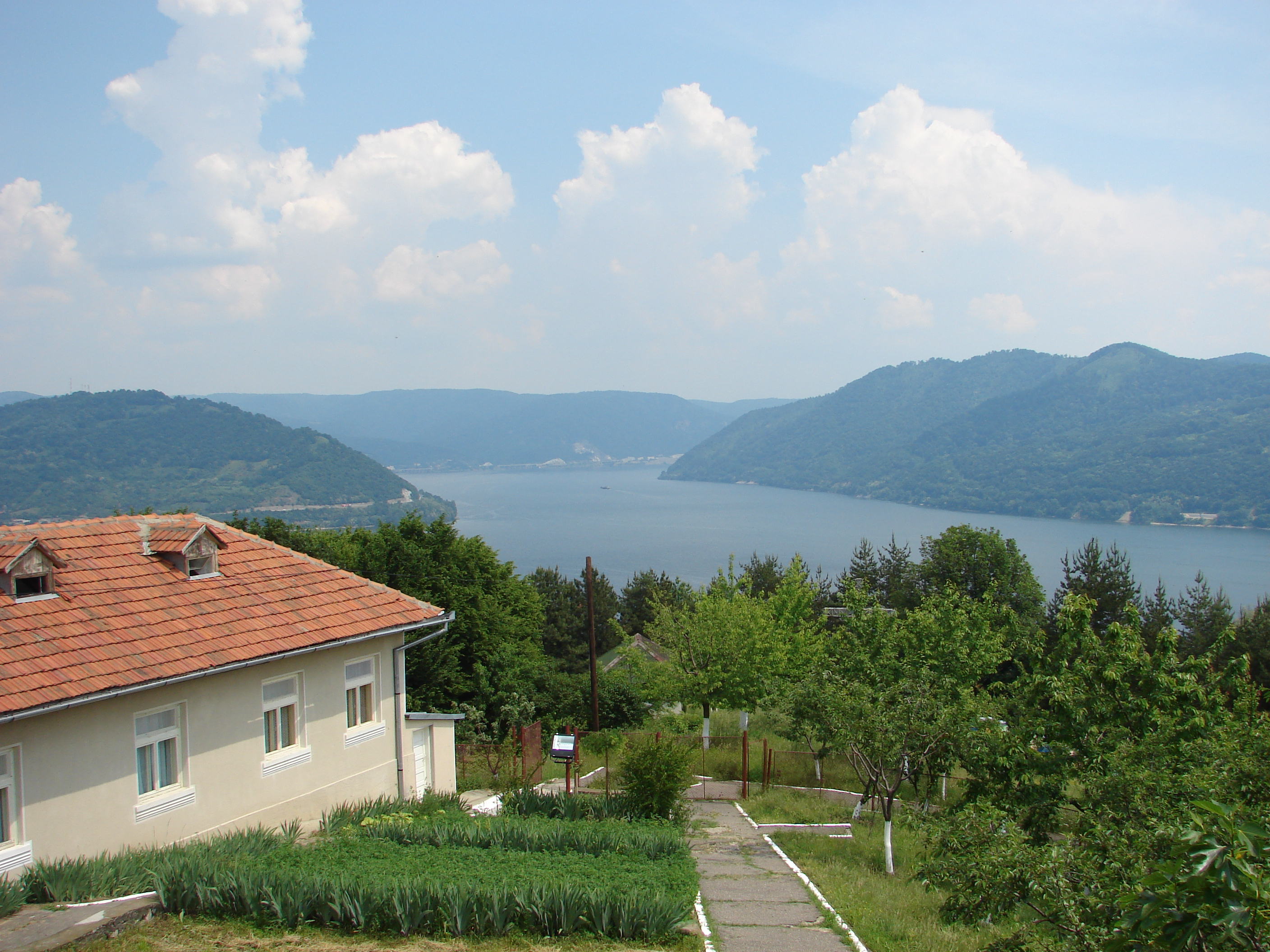
El Danubi vist des del monestir
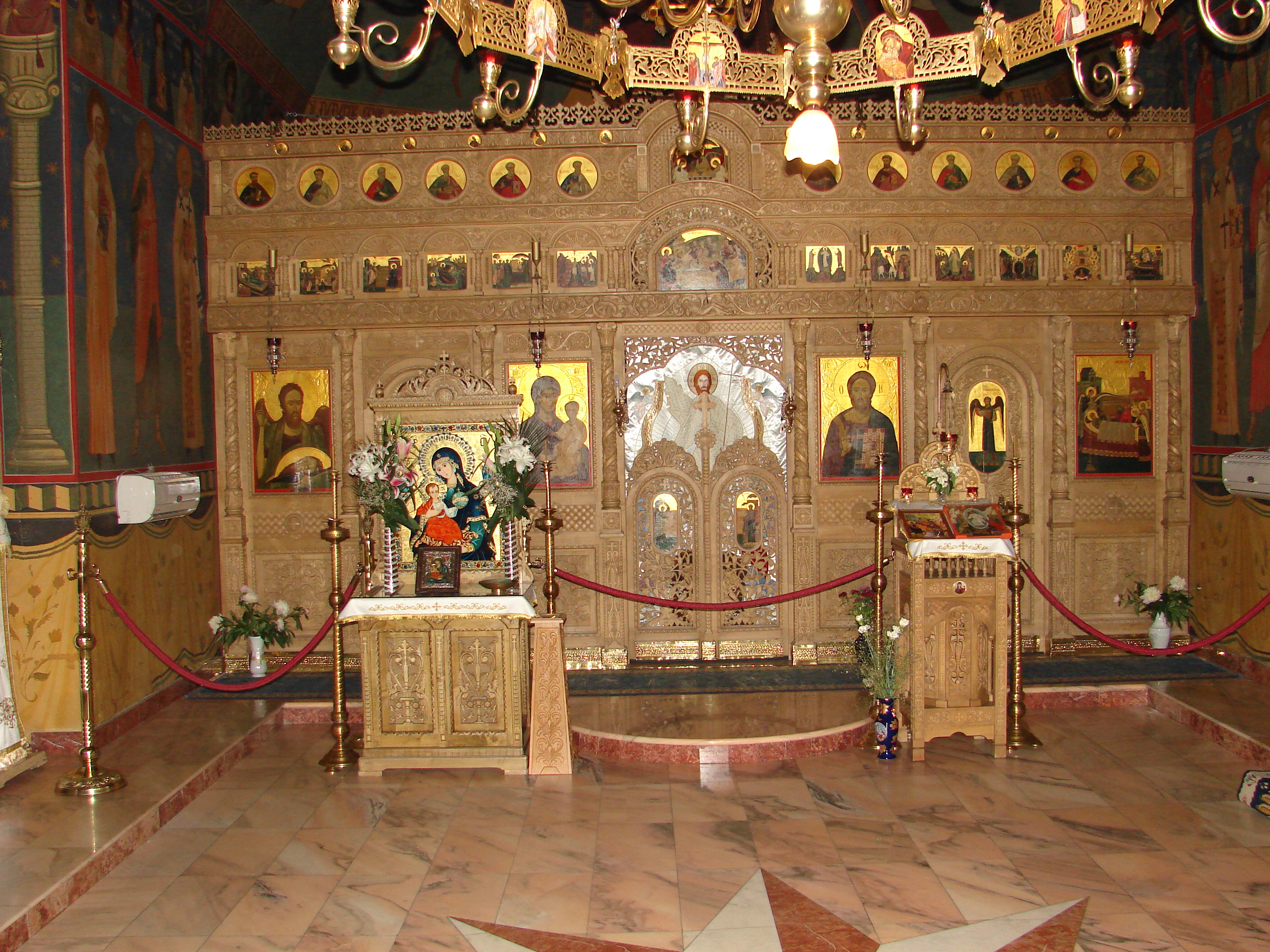
dins